# Liste der Steinkreuze im Landkreis Straubing-Bogen
In dieser Liste der Steinkreuze im Landkreis Straubing-Bogen sind die Steinkreuze (Sühnekreuze, Kreuzsteine etc.) im Landkreis Straubing-Bogen in der Niederbayern, Bayern aufgelistet. Diese Liste erhebt keinen Anspruch auf Vollständigkeit.
| Gemeinde, Ortsteil                     | Lage | Objekt                            | Beschreibung | Akten-Nr.     | Bild            |
| -------------------------------------- | --- | --------------------------------- | --- | ------------- | --------------- |
| Geiselhöring, Hadersbach               | In Hadersbach steht die Kreuzsäule östlich der SR53 zwischen den Hausnummern 6 und 10 vor einer mächtigen Eiche. (Standort) | Steinkreuz                        | Die Kreuzsäule enthält auf drei Seiten Nischen mit Figuren und drei Schrifttafeln. An der Vorderseite befindet sich eine Statuette, die Maria mit dem Jesuskind darstellt. Marias Haupt ist bekrönt. Die Tafel trägt folgende Aufschrift: „Errichtet zur Ehre Gottes im Jahre 1909 von Alois u. Viktoria Hofmeister.“ |               | Fotos hochladen |
| Geiselhöring, Hadersbach               | An der Gabelung der Straßen nach Haader und Franken am südwestlichen Ortsausgang steht das Kreuz vor einem landwirtschaftlichen Gebäude. (Standort) | Steinkreuz                        | Am südwestlichen Ortsausgang an der Einmündung der Haaderer Straße steht das Steinkreuz an einem landwirtschaftlichen Gebäude zwischen zwei Thujen. Das Kreuz ist nach Osten zur Straße hin ausgerichtet. Der Korpus entspricht dem Viernageltypus. Das Kreuz ist aus Stein. Der Korpus und die am Fuß des Kreuzes angebrachte Figur der Mater Dolorosa, sowie der Titulus sind aus Metall und goldfarben. |               | Fotos hochladen |
| Geiselhöring, Hadersbach               | An der Straße in Hadersbach in Richtung Geiselhöring beim sogenannten Bergfeld steht die Kreuzsäule am östlichen Straßenrand. (Standort) | Steinkreuz                        | Die Basis bildet ein nach oben abgefaster Steinblock in den auf der Vorderseite eine Mulde eingearbeitet ist. Es könnte sich um ein kleines Weihwasserbecken handeln. Darauf ist die eigentliche Säule errichtet, die von seitlichen Voluten begleitet wird. Dem folgt das mit einem Steinkreuz bekrönte Häuschen, in dem sich früher wahrscheinlich ein Heiligenbildnis aus Metall oder Stein befunden haben dürfte. |               | Fotos hochladen |
| Geiselhöring, Hainsbach                | Am Radweg von Haindling nach Hainsbach südlich im Grundstück bei Hausnummer 2. (Standort) | Steinkreuz                        | Das niedrige Steinkreuz steht an dem etwas abseits gelegenen Hof mit der Hausnummer 2 an der Grundstücksgrenze. Am Kreuz ist ein goldfarbener Korpus vom Viernageltypus befestigt. Am Sockel befindet sich eine Emailletafel mit zwei Fotos und der Text: „Zum ehrenden Andenken an meinen lieben Vater u. Gatten Otto Weber geb. 16.3.1871 - gest. 16.12.1947 u. Josef Weber geb. 3.3.1909 - gefallen 27.1.1944“ |               | Fotos hochladen |
| Geiselhöring, Haindling, Haindlingberg | Das massige Steinkreuz steht südöstlich des Einödhofes in Haindlingberg. Im Hintergrund sind die Türme der Wallfahrts- und Kreuzkirche von Haindling zu sehen. (Standort)                                                                               | Steinkreuz                        | Bis 1924 stand am Hof eine stattliche Barockkirche aus dem Jahre 1730 deren Turm 1790 erhöht wurde. 1924 wurde die Kirche baufällig und abgebrochen. Zur Erinnerung wurde 1927 das Kreuz errichtet. |               | Fotos hochladen |
| Geiselhöring, Oberholzen               | An der Einmündung des Kieswegs aus Tuffing in die SR 23 zwischen Oberholzen und Pönning (Standort) | Steinkreuz                        | Dem breiten Fundament folgt ein Steinblock mit seitlichen Voluten. An der Vorderseite ist ein Kleeblattkreuz in ein Vierpassrelief eingearbeitet. Dem folgt der hohe Aufsatz mit Spitzgiebel und Kreuz. In die Vorderseite ist eine segmentbogige, schwarze Schrifttafel eingelassen. Darüber befindet sich eine Reliefdarstellung des Hauptes Christi mit Dornenkrone. |               | Fotos hochladen |
| Laberweinting, Asbach                  | Von dem Einödhof Eckenthal bei Asbach führt ein Weg nach Süden zum angrenzenden Wald. Nach ca. 250 Metern steht die Kreuzsäule rechts am Waldrand. (Standort)                                                                                           | Steinkreuz                        | Die Kreuzsäule besteht aus mehreren Elementen. Das Fundament bildet ein gemauerter Verband an rechteckigen Quadern. Darauf folgt ein breiter Stein mit Bossenwerk und einer Marmortafel mit dem eingemeißelten Stoßgebet: „Gekreuzigter Herr Jesu Christi erbarme dich unser!“ Etwas eingerückt folgt ein weiterer Stein, der mit einem Segmentbogen endet. Die eingelassene Marmortafel trägt die Inschrift: „Errichtet von Familie Neuberger im Jahre 1943.“ Darauf ist das Kreuz aus Granit mit metallenem Kruzifix aufgerichtet. Die Kreuzsäule wurde während des 2. Weltkriegs errichtet. Der Sohn Josef Neuberger war als Soldat im Krieg und später in sowjetischer Gefangenschaft, wo er Ende April 1947 im Alter von 24 1/2 Jahren im Lager Kasatin in der Ukraine gestorben ist. |               | Fotos hochladen |
| Laberweinting, Allkofen                | Bei der Blümel Kapelle am Waldrand zwischen Untergraßlfing und Allkofen (Standort) | Bildstock St. Michael             | Bildstock St. Michael vor der Blümel Kapelle am Waldrand zwischen Untergraßlfing und Allkofen, beim sogenannten Oberholz. Das farbige Bild des Heiligen Michael ist auf eine Blechtafel gemalt und in den Stein eingelassen. Darüber ist zu lesen: „Heiliger Michael bitte für uns.“ Am Sockel befindet sich eine geschliffene Granitplatte neueren Datums, auf der die verblassten Buchstaben des Stoßgebets „Herr segne unsere Fluren“ zu erkennen sind. |               | Fotos hochladen |
| Laberweinting, Asbach                  | Man findet das Kreuz östlich von Asbach an der Straße nach Ginhart zwischen Kührastfeld und dem Wald am Brunnberg im Fuchsenholz links an der Straße. (Standort)                                                                                        | Steinkreuz                        | Das eigentliche Kreuz aus weißem Stein ist auf einem mehrstufigen Unterbau aus verschiedenen Steinen befestigt. Die Aufschrift in großen Buchstaben lautet: „Gelobt sei Jesus Christus“ Oberhalb der Schrift ist ein Putto befestigt. Am Sockel ist zu lesen: Errichtet von Familie Arnold 1947. Das Kreuz wurde zum Dank für die Heimkehr von Johann Arnold sen. aus dem Krieg aufgestellt. |               | Fotos hochladen |
| Laberweinting, Asbach                  | Das Schmaißerkreuz steht an einem markanten Punkt einige Meter südlich auf einer kleinen Anhöhe an der Wegkreuzung Asbach - Hofkirchen - Pramersbuch - Neuhofen. Die Holzteile rundherum tragen die Namen Wurzach, Buchetholz und Rotenfurt. (Standort) | Steinkreuz                        | Das Kreuz wurde aus einem ehemaligen Grabstein zusammengestellt. Drei flache Stufen führen zur Plattform, auf der das Steinkreuz auf einem breiten Sockel zusammen mit einer rechteckigen Schriftplatte befestigt ist. Der Korpus und der Titulus sind aus Bronzeguss. Die Platte rechts vom Kreuz trägt den vom Psalm 150,6 abgeleiteten Spruch: „ALLES WAS ATMET LOBE DEN HERRN !“ |               | Fotos hochladen |
| Laberweinting, Haader                  | In der Nähe von Haader, am Weg nach Franken (Standort) | Steinkreuz                        | Kreuz aus Kalkstein mit einer Höhe vom 75 cm. Auf der Vorderseite sind erhaben das Kruzifixus und der Titulus INRI, stark verwittert zu erkennen. Auf der Rückseite sind die Jahreszahl 1603 und der Buchstabe B noch schwach zu entziffern. In der Bevölkerung ist das Kreuz auch als „Hunnenkreuz“ bekannt. Möglicherweise handelt es sich dabei aber um die Verballhornung eines Familiennamens. | D-2-78-144-13 | Fotos hochladen |
| Laberweinting, Haader                  | In der Nähe von Hinterbach, am Weg von Haader nach Franken (Standort) | Steinkreuz                        | Südlich von Hinterbach steht die Kreuzsäule neben einer Birke an der Straße. Die schlanke, quadratische Säule ist an den Ecken gefast und mit einem gekehlten und nach allen Seiten auskragenden Kapitell abgeschlossen. Oben weist die Säule eine schlanke, vergitterte, nach Süden gerichtete Nische auf, in der sich eine kleine Madonnenfigur, im Stil der Maria Immaculata befindet. |               | Fotos hochladen |
| Laberweinting, Hofkirchen              | Südöstlich der Pfarrkirche „Am Schulberg“ (Standort) | Steinkreuz                        | Das Rohrmeierkreuz in Hofkirchen ist ein großes Steinkreuz, das aus einem Stück gefertigt ist. Es steht auf einem quaderförmigen Sockel. Der Korpus vom Dreinageltypus und der Titulus sind aus Metall. Bei der Neugestaltung des ehemaligen Grabsteins wurde auf Vorschlag von BGR Johann Rohrmeier auch die Inschrift neu formuliert: „IM KREUZ IST HOFFNUNG - 1987“ |               | Fotos hochladen |
| Laberweinting, Haader                  | In der Nähe von Hinterbach, am Weg von Haader nach Franken (Standort) | Steinkreuz, Flurbereinigungskreuz | Das Flurbereinigungskreuz der früheren Gemeinde Haader steht in einer Birkengruppe bei der Abzweigung nach Hinterbach. Der Sockel wurde aus Granitsteinen gemauert. Darauf folgt ein schwerer Quader. Dem folgt eingerückt ein kleinerer Block auf den der untere Teil des Kreuzes aufgesetzt ist. Den Querbalken bildet ein weiterer Quader, dem schließlich ein würfelförmiger Stein folgt, der den Titulus trägt. Das Kruzifix vom Viernageltypus ist aus Metall gegossen. Die Inschrift auf dem Sockel lautet: „Herr gib unserer Arbeit deinen Segen. Flurbereinigung Haader. 1958“ |               | Fotos hochladen |
| Laberweinting, Haader, Neuhofen        | An der nicht ausgebauten Gemeindeverbindungsstraße Haader - Neuhofen durch den Wald beim sogenannten Rehmoos steht das Kreuz links am Weg. (Standort)                                                                                                   | Steinkreuz                        | Das Kreuz wurde von Heinrich Gockeln im Jahre 1950 neu erstellt. Das Wegkreuz setzt sich aus verschiedenen Steinen zusammen. Der Sockel ist mit Bossenwerk aufgelockert. Der halbkreisförmige Aufsatz trägt die Aufschrift. Darauf ist das nimbierte Kreuz befestigt. Die Balken sind gefast und weisen spitze Enden auf. Im Nimbus befindet sich eine Reliefdarstellung des Hauptes Christi mit Dornenkrone. An der halbmondförmigen Basis ist folgender Spruch eingemeißelt und mit blauer Farbe ausgelegt: „Hier wo so lieblich die Vöglein singen. Wo so munter die Eichhörnchen springen, wo Reh und Hasen sich tummeln so munter, bete ich zu dir o Herr ein Vaterunser!“ |               | Fotos hochladen |
| Laberweinting, Osterham                | Laberweinting, Osterham. Marienbildstock bei Hausnummer 48 in der Nähe des Bayerbacher Bachs. (Standort) | Steinkreuz, Bildstock             | Der Bildstock mit kleinem Kreuz steht in Osterham vor dem Anwesen Burgmeier zwischen zwei Birken. Die Säule steht auf einem massiven Sockel mit Bossenwerk. Im Unterbau befindet sich eine Inschrifttafel. Der schlanker werdende Aufbau beherbergt eine kleine Lourdes Madonnenfigur in einer Konchen-Nische. |               | Fotos hochladen |
| Laberweinting, Reichermühle            | An der Straße St 2142 von Mallersdorf nach Laberweinting vor dem Einödhof Reichermühle. (Standort) | Steinkreuz                        | Direkt an der westlichen Straßenseite steht ein Marterlstein mit Kreuz. Auf einem Granitsockel erhebt sich der seitlich abgefaste Quaderstein. Die Front ist mit einer schwarzen Platte mit Inschrift verblendet. Die Oberseite ist mit einem eingerückten Satteldach geschlossen, auf dem das Steinkreuz aufgesetzt ist. Der Giebel ist ebenfalls mit einer dunklen Steinplatte verkleidet, in die ein Stern graviert ist. |               | Fotos hochladen |
| Laberweinting, Weichs                  | An der Straße von Weichs nach Laberweinting, etwa 200 Meter westlich des Ortes steht die Kreuzsäule links an der Straße zwischen zwei Birken. (Standort)                                                                                                | Steinkreuz                        | Laut Aufschrift wurde die Keuzsäule 1904 von Familie Gerl errichtet. Das eigentliche Kreuz aus weißem Stein ist 120 cm hoch und auf einem mehrstufigen, 125 cm hohen Unterbau aus verschiedenen Steinen befestigt. Das Kruzifix ist aus Metall. Die Aufschrift in großen Buchstaben lautet: „Errichtet zur Ehre Gottes 1904 von Joh. u. Cäcilia Gerl“ Am Sockel ist zu lesen: „Im Kreuz ist Segen - Das Kreuz ist unser Welten Heil.“ |               | Fotos hochladen |
| Laberweinting, Weichs                  | An der Straße SR50 von Weichs nach Laberweinting steht die Kreuzsäule an der Abzweigung zur Reichermühle links am Feldrand. (Standort) | Steinkreuz, Bildstock             | Die Kreuzsäule besteht ganz aus Stein, die auf einem massiven Sockel aufgesetzt ist. Die Basis bildet ein breiter Stein, der sich oben mit Voluten verjüngt. Im folgenden Quader befindet sich die Aufschrift. Darauf folgt das Figurenhäuschen, das gleich einem Haus mit Satteldach geformt ist. Dort ist ein nach oben spitz zulaufendes Marienrelief eingelassen. Das metallene Relief zeigt Maria, die mit ihrem Schleier eine Dornenkrone hält. Die Bekrönung besteht aus einem aufgesetzten Kreuz aus Stein. 2007 wurde die Kreuzsäule frisch renoviert. |               | Fotos hochladen |
| Laberweinting, Weichs, Neuhofen        | Das Steinkreuz, auch Gerlkreuz genannt, steht an der Straße SR 55 von Osterham nach Neuhofen südlich am Straßenrand. (Standort) | Steinkreuz                        | Das schwere Kreuz erinnert an einen Unfall mit einem Bulldog im Winter 1954. Die Bäuerin Anna Gerl aus Weichs und die erst achtzehnjährige Ida Pangerl kamen von der vereisten Straße ab und stürzten eine Böschung hinunter. Beide fanden den Tod. Die damals noch viel schmälere Kiesstraße war in schlechtem Zustand, sehr kurvenreich und führte über Täler und steile Anstiege. Die Beschriftungen sind bereits stark verwittert und kaum mehr zu entziffern. Am Querbalken kann man noch lesen: „Hier verunglückten am 15.12.1954 Frau Anna Gerl und Ida Pangerl.“ Am Sockel kann man noch die Worte erahnen: „... betet ... für die Armen Seelen.“ |               | Fotos hochladen |
| Mitterfels, Kreuzkirchen               | Steinkreuze in Mitterfels Kreuzkirchen. (Standort) | Steinkreuz                        | Steinkreuze in Mitterfels, Ortsteil Kreuzkirchen. Zwei unterschiedliche Steinkreuze. Das linke, etwas größere hat zwei auffällige Bohrungen an den Enden des Patibulums. |               | Fotos hochladen |
| Mallersdorf-Pfaffenberg, Oberellenbach | Steinkreuz, Kreuzigungsgruppe im Friedhof in Oberellenbach. (Standort) | Steinkreuz                        | Mallersdorf-Pfaffenberg. Oberellenbach 3. Filialkirche Heilig Kreuz. Bau des 17. Jahrhunderts über älterem Kern; mit Ausstattung. Südlich vor der Kirche Kreuzigungsgruppe aus Stein. Das Kreuz ist im Viernageltypus gestaltet. Bemerkenswert ist die Stellung der Beine und Füße, die auf verschiedenen Höhen des Fußbretts angenagelt sind und dadurch überkreuzt wirken. Nach der Reinigung und Restaurierung erscheint die Figurengruppe wieder strahlend hell. |               | Fotos hochladen |
| Rattiszell, Haunkenzell                | Das Kreuz steht östlich des Chors der Filialkirche St. Martin. (Standort) | Steinkreuz                        | Das Kreuz steht östlich des Chors der Filialkirche St. Martin. Der Stipes ist größtenteils versunken oder nicht mehr vorhanden. | D-2-78-179-22 | Fotos hochladen |